# Денис Реконвальд
Денис Євгенійович Реконвальд (нар. 25 березня 1995, Одеса) — український співак, танцюрист, актор, композитор, автор текстів. Зіграв головну роль у фільмі про танці «Давай, танцюй!»

## Життєпис
Денис Реконвальд народився 25 березня 1995 року в місті Одеса, Україна. З 4-х років Денис почав займатися хореографією, а в 12 був постійним учасником різних танцювальних турнірів, зокрема чемпіонату світу, який став піком танцювальної кар'єри Дениса.
Денис Реконвальд закінчив факультет акторського мистецтва в Київському національному університеті театру, кіно і телебачення імені І. К. Карпенка-Карого. Під час навчання його запросили зіграти головну роль у першому українському фільмі про танці — «Давай танцюй».
Як виконавець він дебютував у 2014 році. Несподівано для своїх друзів, знайомих, та й для самого себе Денис вирішив піти на кастинг шоу «Хочу до Меладзе».
Не потрапивши до групи, Денис Реконвальд нічого не втратив, адже розумів, що амбіції все одно не дозволили б йому довго затриматися в колективі. І вже в квітні 2015 року він презентує авторську пісню «Просто иди».
У травні 2017 року він випустив кліп на пісню «Затуманила». Автором композиції став відомий український співак і композитор Артем Пивоваров, а режисером відео — іменитий кліпмейкер Станіслав Морозов, який співпрацював також із Тіною Кароль, Ані Лорак, Максимом Фадєєвим, Анною Седоковою та іншими. Кліп «Затуманила» потрапив у ротацію музичних телеканалів країни.
У 2018 році Денис Реконвальд представив EP «Гроза», до якого увійшло 5 треків, серед яких «Просто иди», «Затуманила» і «Гроза». На сингл «Гроза» артист презентував відеокліп, зйомки якого проходили в Єгипті, у Шарм-ель-Шейху.
6 грудня 2018 року Денис випускає новий відеокліп на сингл «Белые ночи». Відео знімали в австрійському місті Зальцбург, старовинні замки та музеї якого стали ідеальним місцем для реалізації сценарію режисера Станіслава Морозова. За сценарієм кліпу, Денис укладає контракт із самим Дияволом заради кохання.
У 2019 році Денис Реконвальд презентував саундтрек до фільму «Давай танцюй». Пісня була написана спільно з Нікітою Кисельовим після того, як Денис побачив чорновий монтаж стрічки.
У грудні 2019 року Денис випускає сингл «Alter Ego» та mood video до нього.